# Felső-kiskunsági-puszta
A Kiskunsági Nemzeti Park legészakibb törzsterülete a Felső-kiskunsági-puszta. A Duna egykori árterületén Apaj, Bugyi, Kunpeszér és Kunszentmiklós határában helyezkedik el. A védett terület átnyúlik Pest vármegyébe, az északi határa mindössze 20 km-re van Budapesttől. A terület élőhelyei szikes mocsarak és szikes rétek, ennek megfelelően a növényzete és az állatvilága a pannon biogeográfiai régió vizes élőhelyeinek jellemző növényzete és állatvilága. Sok nagyon értékes, csak a Kárpát-medencében élő védett endemikus fajt találunk itt, mint például: 
- a pozsgás őszirózsa
- a sóspusztai magyarmoha
- a sziki zsázsa
- a magyar sóvirág
- az erdélyi útifű
- a sziki mézpázsit
- és a pusztai gyalogcincér.

A gazdag növény- és állatvilág mellett jelentős a terület mint vizes élőhely is, így 2006-ban felkerült a ramszari egyezmény által védett vizes élőhelyek listájába. A vándormadarak vonulásakor végzett madárszámlálások alapján tudjuk, hogy évente több mint 20 000 madár fordul meg a területen, elsősorban lúdalakúak és lilealakúak.
A Felső-kiskunsági-puszta növényzetének változatosságát az biztosítja, hogy a területe a pannon szikesek és a síksági pannon löszgyepek határán helyezkedik el. Egyaránt megtalálható a területen a szoloncsák és szolonyec szikespusztai növényzet, és a kötött talajú sztyeprétek, löszfalak és szakadópartok növényzete is.
A szikes növénytársuláson belül a sótűrő fajok: a veresnadrág csenkesz, a pozsgás zsázsa és a közönséges sóvirág a jellemzőek. A szárazabb szikpadkák és vakszikek elterjedt növénye a bárányparéj, az orvosi székfű és a sziki őszirózsa.
A változatos táj, ahol a füves legelők mellett halastavakat, mocsarakat, bányatavakat, alföldi erdőket és szikeseket is találhatunk, nem csak változatos növényvilágnak, hanem változatos madárvilágnak is otthont biztosít. A táj jellegzetes madara a túzok, a szalakóta, a kerecsensólyom, a kis őrgébics, de költ az ugartyúk is. A nedves réteken gémeket, cankókat, ludakat, récéket is láthatunk. A gazdag állatvilág a ragadozó madarakat is vonzza. A megművelt földeken és legelőkön réti- és parlagi sasokkal, pusztai ölyvvel és rétihéjákkal is találkozhatunk.

## Megközelítése
A védelem alatt álló területet Kunszentmiklós határában kelet-nyugati irányban két országos közút, a várost Kunbábonnyal összekötő 5205-ös és a Kunadacson átvezető 5211-es út, valamint néhány alsóbbrendű önkormányzati vagy mezőgazdasági út szeli keresztül; nyugati szélét pedig több mint tíz kilométeres szakaszon az 5203-as út jelöli ki. Látogatók fogadására is alkalmas területrészei legkönnyebben ezen utak felől közelíthetők meg.
A védett terület északi részén, Apaj község határában a gátakon vezet a Réce tanösvény. A tanösvény mindkét végén madármegfigyelő torony áll, ahonnan a madarak zavarása nélkül lehet gyönyörködni az itteni élővilágban.